# Agostino Carracci
Pour les articles homonymes, voir Carracci.
Agostino Carracci ((la) Augustinus Caraccius), parfois dit en français Augustin Carrache, né à Bologne le 16 août 1557 et mort à Parme le 22 mars 1602, est un peintre et graveur italien de la Renaissance, lié à la famille d'artistes des Carracci.

## Biographie
Né en 1557, Agostino est le frère aîné d'Annibale, et tous deux sont les fils d'Antonio Carracci, un tailleur originaire de Crémone, qui s'était installé à Bologne (États pontificaux) avec son frère Vincenzo, boucher de profession et père de Lodovico. Ce dernier, qui est le plus âgé, avec Agostino et Annibale, vont tous les trois embrasser le métier d'artiste.
Sans doute très jeune, Agostino se forme dans le milieu maniériste bolognais tardif, fréquentant d'abord l'atelier d'un orfèvre pour apprendre l'art de la gravure sur métal, puis l'atelier de Prospero Fontana, passant ensuite dans celui de Bartolomeo Passarotti, et enfin, dans l'atelier de l'architecte et sculpteur Domenico Tibaldi (en). Selon Bellori, l'apprentissage d'Agostino aurait également eu lieu dans l'atelier du sculpteur Alessandro Menganti, auteur d'une remarquable statue en bronze représentant le pape Grégoire XIII, qui domine encore l'entrée principale du Palazzo d'Accursio à Bologne.
Dans les années 1570, Agostino fréquente l'atelier de Cornelis Cort et débute son activité de graveur en traduisant sur métal les peintures des maîtres bolognais, des contemporains tels que Lorenzo Sabatini, Orazio Sammachini et Denijs Calvaert.
En 1582, à Bologne, Agostino, Annibale et Lodovico fondent en 1582 une école, appelée l’Accademia degli Incamminati ; par réaction, ils tournent le dos au maniérisme, prônant un retour aux formes et canons antiques de la première renaissance. Durant plus de dix ans, entrecoupés de voyages, Agostino y tient un rôle de théoricien, mettant à profit sa vaste culture et sa prédisposition à l'enseignement. Il rédigea pour l'Académie un Traité de perspective et d'architecture. Les trois Carracci travaillèrent ensemble à la décoration du Palazzo Ghisilardi Fava.
Au cours de ces années d'académie, il effectue des voyages d'études et séjourne à Venise en 1582, à Parme entre 1586 et 1587, puis de nouveau à Venise, entre 1587 et 1589. Durant son premier séjour vénitien, Agostino eut une liaison avec une courtisane, Isabella, qui donne naissance au cours de l'année 1583, dans la paroisse de Santa Lucia dans le Cannaregio, à un enfant naturel, Antonio, qui deviendra un peintre célèbre. C'est à Venise encore qu'Agostino put étudier le Tintoret et Véronèse. Il se rapprocha tant du premier, qu'il en devint le graveur officiel, traduisant avec maestria La Crucifixion exposée à la Scuola Grande de San Rocco. On rapporte même que Tintoret fut témoin du baptême d'Antonio.
Durant son séjour parmésan, il exécute pour le couvent bénédictin de San Paolo, l'une de ses plus célèbres conversation sacrée, la Madone à l'Enfant et aux saints (1586, galerie nationale de Parme).
Son activité de graveur s'intensifie : il traduit des œuvres du Corrège, collabore à l'illustration de l'ouvrage d'Antonio Campi sur la ville de Crémone, Cremona Fedelissima (1585), et à la première édition de La Jérusalem délivrée du Tasse publiée à Gênes en 1590. Parmi les autres peintres qu'il reproduit en gravure, figure Federico Barocci. Entre 1590 et 1595, il est vraisemblable qu'Agostino ait gravé quelques images de nature érotique, une suite intitulée Lascives (Le lascive), que l'on a longtemps cru totalement inspirée du recueil I Modi, imprimé à Venise soixante-dix ans plus tôt (voir ci-dessous). En réalité, une grande partie de ces 15 gravures seraient inspirées d'autres motifs liés à son travail romain : Agostino rejoint son frère à Rome au plus tard en 1597. Sur place, il exécute aux côtés de son frère deux importantes fresques destinées à la galerie Farnèse, une voûte intitulée Les Amours des Dieux. Il poursuivit dans la Ville éternelle son activité d'enseignement, non sans succès, Giovanni Lanfranco et Sisto Badalocchio figurent parmi ses élèves romains.
Il se rendit ensuite à Parme en 1599 appelé par le duc Ranuccio Farnèse pour exécuter les fresques mythologiques du palais del Giardino.
Il demeure ensuite au service de la famille Farnèse, exécutant un triple portrait (Arrigo peloso, Pietro matto e Amon nano), avant qu'il ne rentre précipitamment à Parme, à la suite d'une possible dispute avec son frère. Les Farnese lui commande à nouveau plusieurs portraits et la voûte de la sala d'Amore du Palazzo del Giardino.
Malade, Agostino ne peut achever cette dernière commande. Il se réfugie au couvent des capucins de Parme pour trouver le repos et c'est là qu'il meurt le 3 février 1602. Enterré dans la cathédrale de Parme, une messe solennelle lui est consacrée en janvier 1603 à l'initiative de personnalités bolognaises.
Claudio Achillini lui rend hommage en rédigeant une épitaphe latine qu'il fait inscrire à la base des voûtes laissées inachevées du Palazzo del Giardino.

## Œuvre

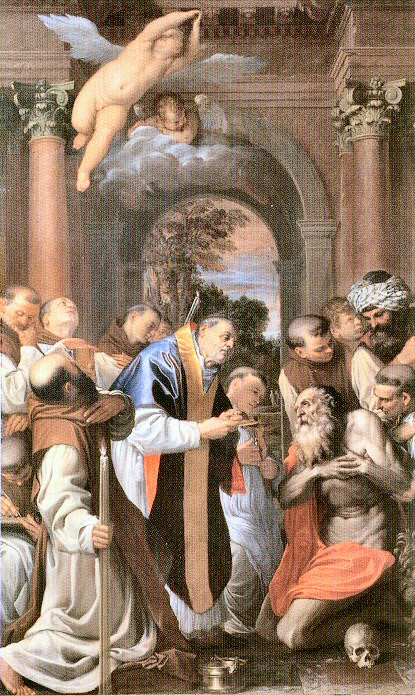
La Communion de saint Jérome (1592), Bologne, Pinacothèque nationale.

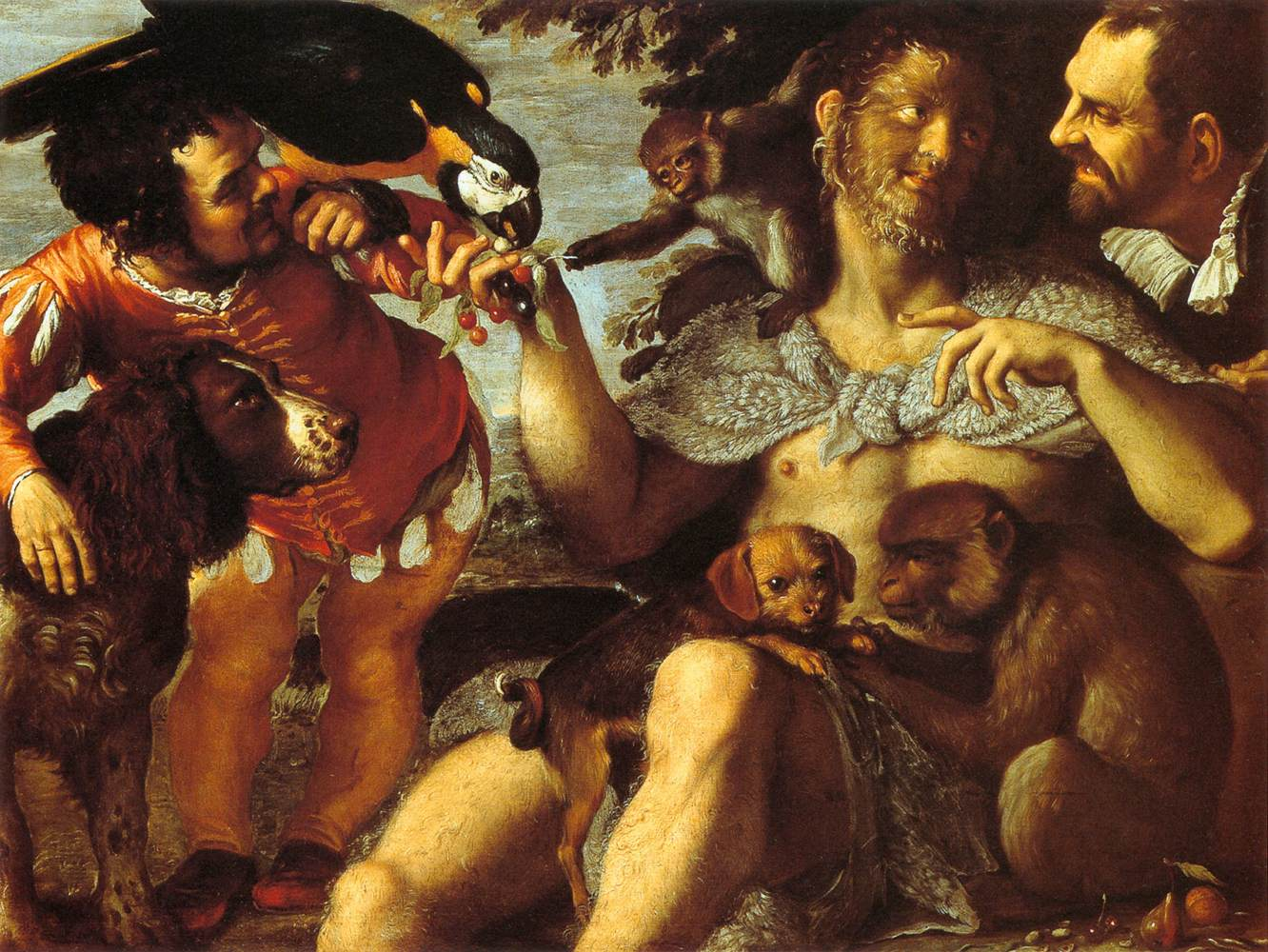
Arrigo peloso, Pietro matto e Amon nano (1598)
Naples, musée Capodimonte

Peintre et graveur, Agostino fut aussi sculpteur. Ses œuvres sont présentes dans la plupart des grands musées.

### Peintures conservées
- L'Annonciation, 1575-1600, huile sur toile, 48 x 35 cm, Paris, musée du Louvre[6].
- Portrait d'un gentilhomme, 1584-1590, huile sur toile, 68 x 54 cm, Tulsa, Philbrook Museum of Art.
- La Mort d'Actéon, 1584-1586, huile sur toile, 49 x 72 cm, Raleigh, North Carolina Museum of Art.
- Deposizione nel sepolcro, c. 1586, huile sur toile, 191 x 156 cm, Saint-Pétersbourg, musée de l'Ermitage.
- Portrait d'un jeune homme, c. 1590, huile sur toile, 65 x 48 cm, Vienne, Österreichische Galerie Belvedere.
- La Communion de saint Jérôme, 1592, huile sur toile, 376 x 224 cm, Pinacothèque nationale de Bologne.
- Ascension de la Vierge, 1592-1593, huile sur toile, 349 x 209 cm, Pinacothèque nationale de Bologne.
- Le Dernier Repas, 1593-1594, huile sur toile, 172 x 237 cm, Madrid, musée du Prado.
- Triple portrait de Arrigo peloso, Pietro matto et Amon nano, 1598, huile sur toile, Naples, musée Capodimonte[7].
- Démocrite, 1598, huile sur toile, Naples, musée Capodimonte.
- Vénus châtiant Cupidon, s.d., huile sur toile, 32 x 25 cm, Londres, Victoria and Albert Museum.
- Paysage avec baigneurs, s.d., tempera sur toile, 40 × 49 cm, Florence, Galerie Palatine[8]
- Jésus et Saint Jean-Baptiste, enfants, s.d., huile sur toile, 39 × 33 cm, Gray (Haute-Saône), musée Baron-Martin.
- Suzanne et les vieillards, s.d., huile sur toile, 98 x 126 cm, musée des Beaux-Arts d’Orléans (disparu durant la Seconde Guerre mondiale)[9].
- Portrait d'Anna Parolini Guicciardini (1598), huile sur toile, 95 x 76 cm, Berlin, Gemäldegalerie[10].
- Thétis et Pélée et Aurore et Céphale (1597-1601), voûtes peintes, Rome, Galerie Farnèse[11].

### Dessins
- Paysage avec la fuite en Égypte, plume, encre noire et encre brune. 27,4 × 19,9 cm[12]. Paris, Beaux-Arts de Paris. Ce dessin est un bel exemple du travail de recherche qu'effectuent les Caracci pour l'étude du paysage d'après nature[13].
- Village de montagne, plume et encre brune,20,0 × 25,0 cm, Paris, Beaux-Arts de Paris[14],[15].
- Saint en prière dans une forêt, plume et encre brune, 19,8 × 27,2 cm, Paris, Beaux-Arts de Päris[16],[17].

### Gravures

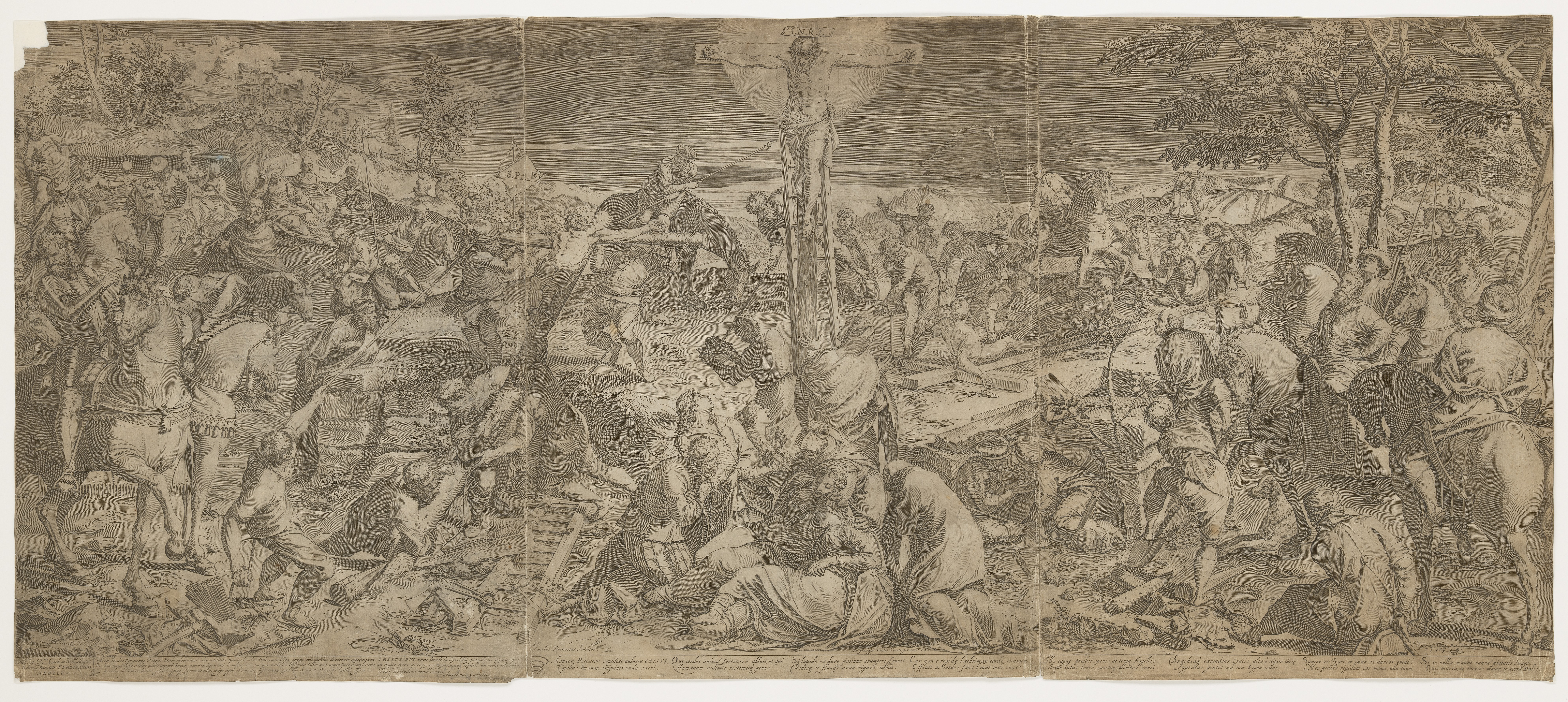
Les trois planches gravées en 1589 d'après La Crucifixion du Tintoret, Fonds Wellcome.

Agostino Carracci est réputé comme graveur. Ses gravures ont été copiées par de nombreux autres artistes tels que Cornelius Galle le Jeune.
L'une des raisons de sa célébrité en tant que graveur vient du fait qu'il aurait été le premier à s'inspirer d'un ouvrage publié à Venise en 1527 et largement censuré et interdit, I Modi, né du croisement entre Giulio Romano, le graveur Marcantonio Raimondi et le poète l'Arétin. Mais rien n'est certain. Agostino serait, sans qu'on en ait la certitude, à l'origine d'une véritable vogue érotique qui embrase les XVIIe, XVIIIe et XIXe siècles. Il est avant tout confondu avec Agostino Veneziano, qui est l'un des premiers interprètes des gravures érotiques de Raimondi.
Par la suite, à partir de 1590, Agostino Carracci produit 15 — ou plus ? — gravures intitulées Lascives (Le lascivie) par Carlo Cesare Malvasia, qui vécut au siècle suivant. Contrairement aux gravures raimondiniennes, celles de Carracci ne furent pas censurées et furent également reproduites. Sur l'une des gravures, le nom de Donato Rasciotti (fl., 1572-1618), imprimeur à Venise apparaît,.
Celles qui en revanche inspirèrent L'Arétin furent, elles, très censurées. Les gravures d'Agostino, rebaptisées par convenance Les Amours des Dieux et parce qu'elles semblent liées à la voûte de la galerie Farnèse, furent ainsi reproduites, imitées, déclinées. Pour autant, L'Arétin d'Augustin Carrache ou Recueil de postures érotiques d'après les gravures à l'eau forte par cet artiste célèbre... qui paraît en 1798 à Paris chez Pierre Didot et présenté par Simon-Célestin Croze-Magnan, n'aurait que peu à voir avec les travaux d'Agostino. Les recherches récentes montrent que ces gravures publiées par Didot, exécutées anonymement par Jacques Joseph Coiny, seraient en partie inspirées de Pieter de Jode l'Ancien, qui, dès avant 1634, produit à Anvers, une suite gravée, « d'après les dessins d'Agostino » [sic]. Par ailleurs, il n'est pas du tout certain que ces derniers dessins s'inspirent des gravures de Raimondi. Le mystère donc demeure entier,.

Gravures au burin extraites des Lascives (1590-1595)
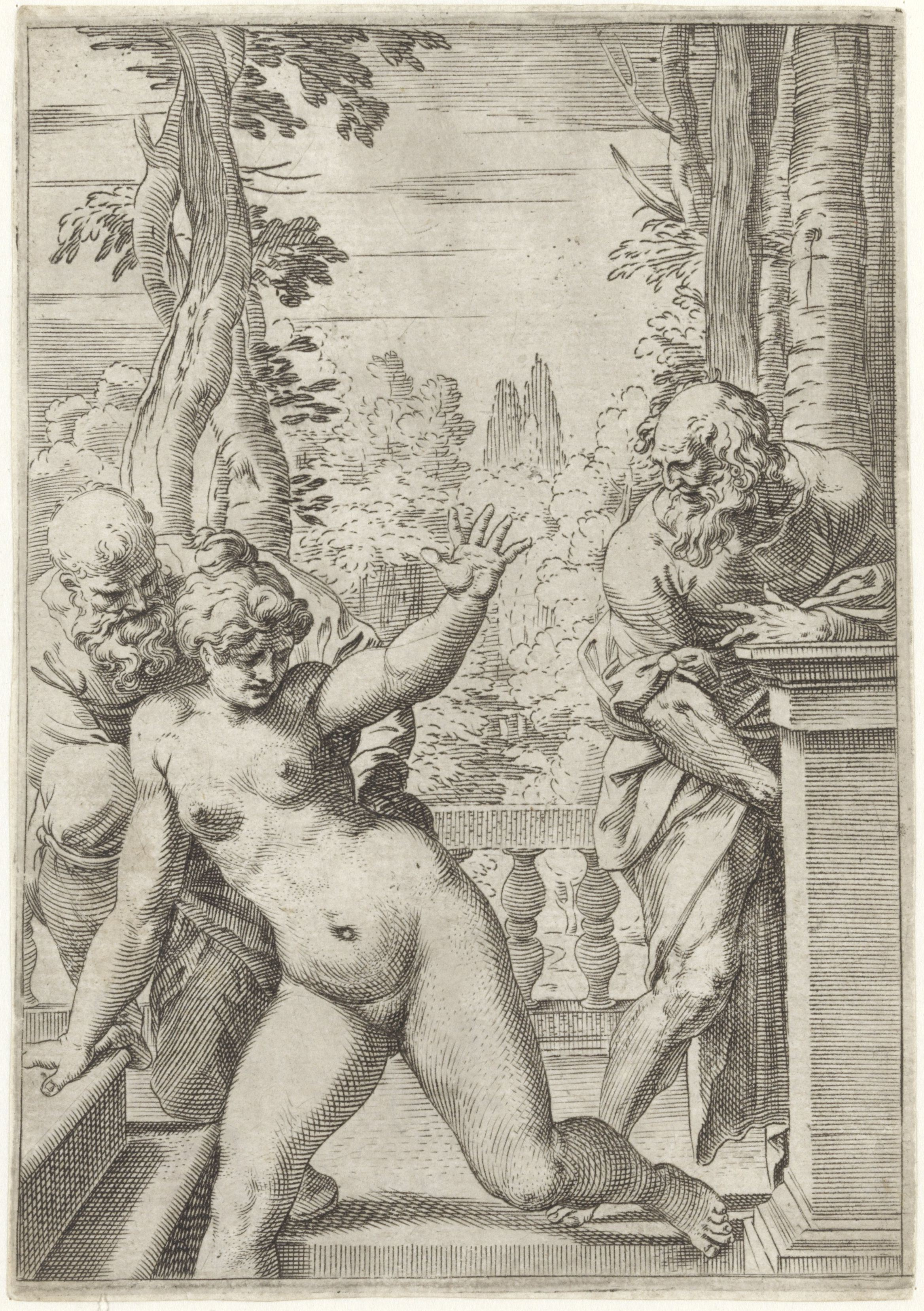
Suzanne et les deux vieillards
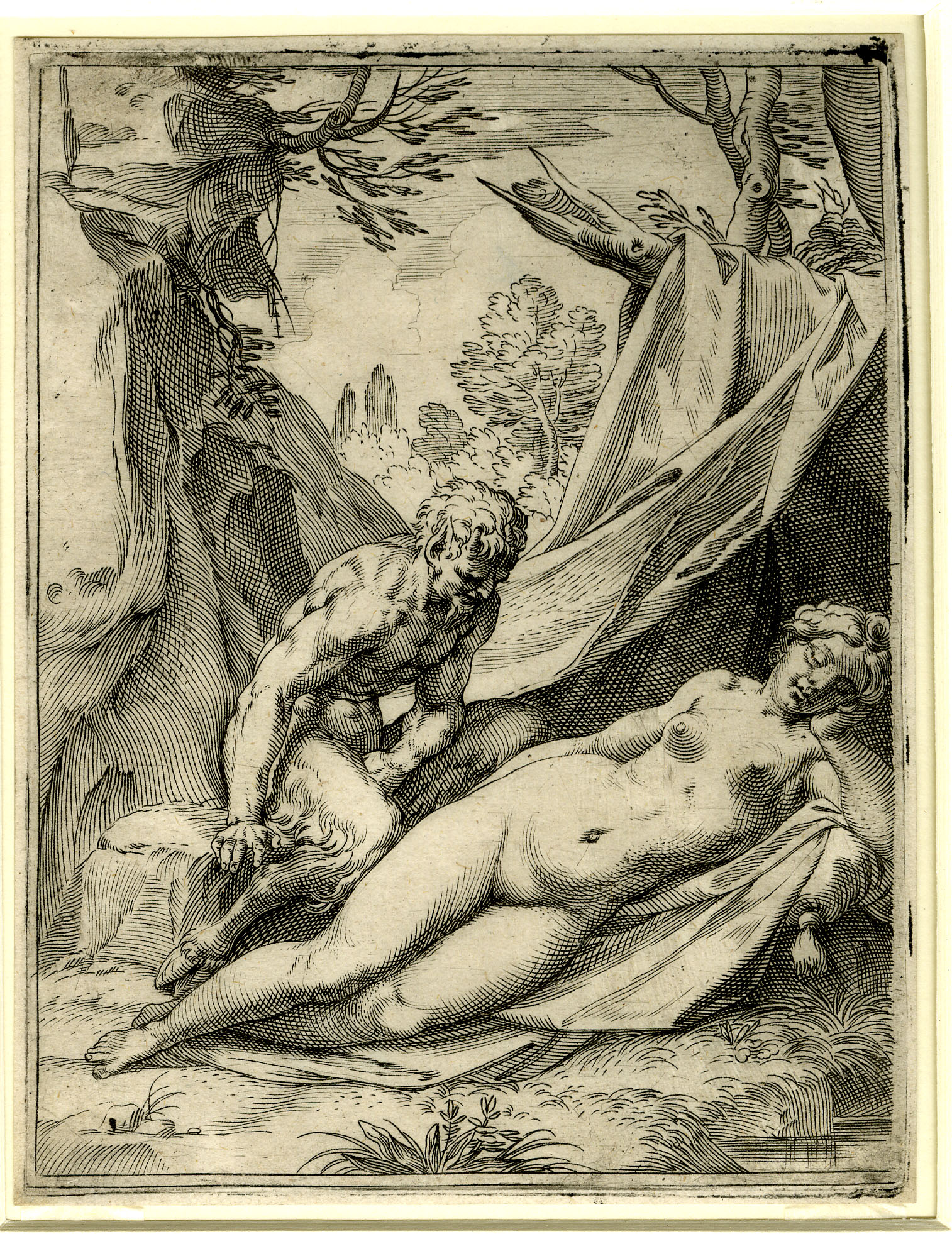
Satyre et nymphe (I)
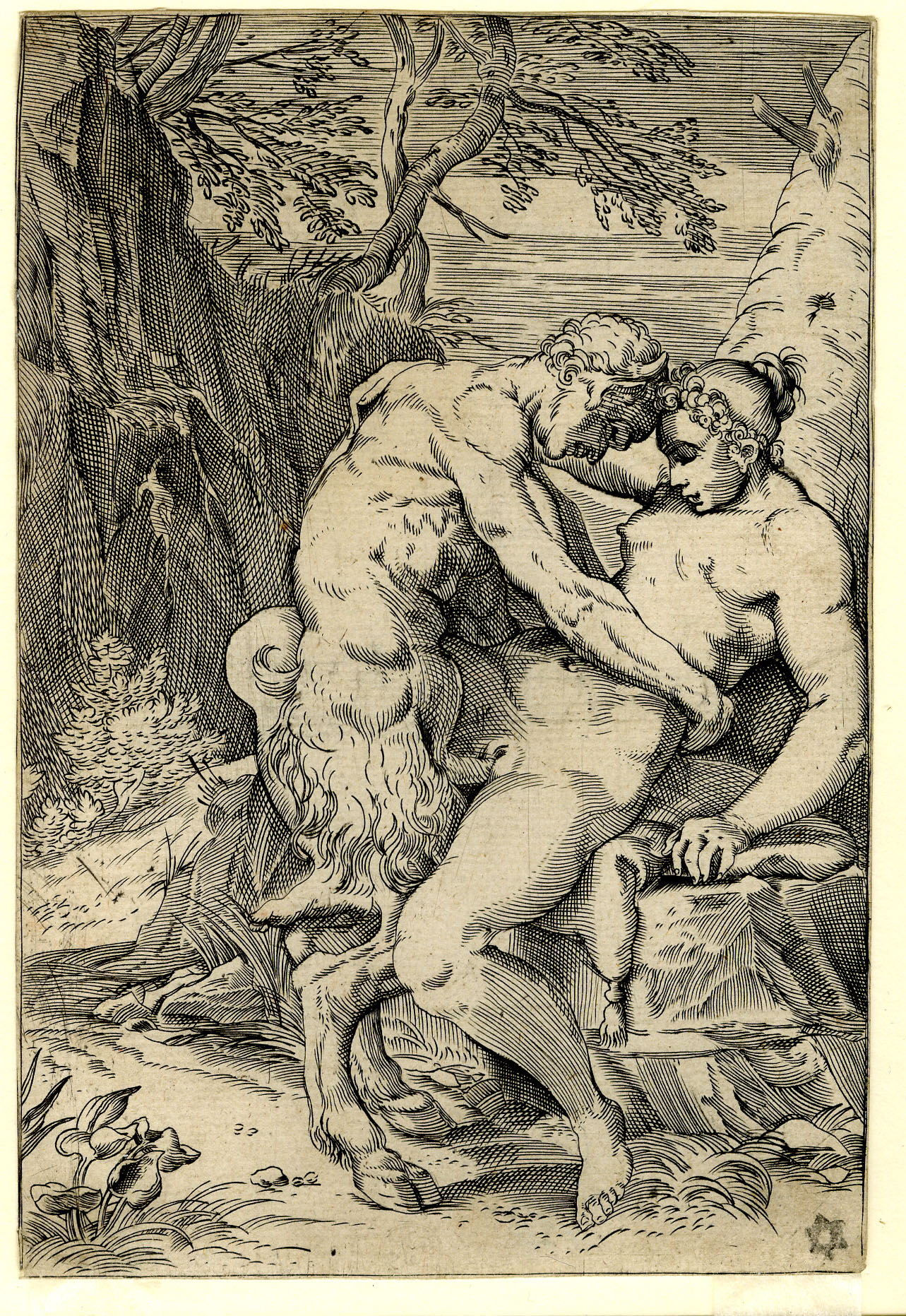
Satyre et nymphe (II)
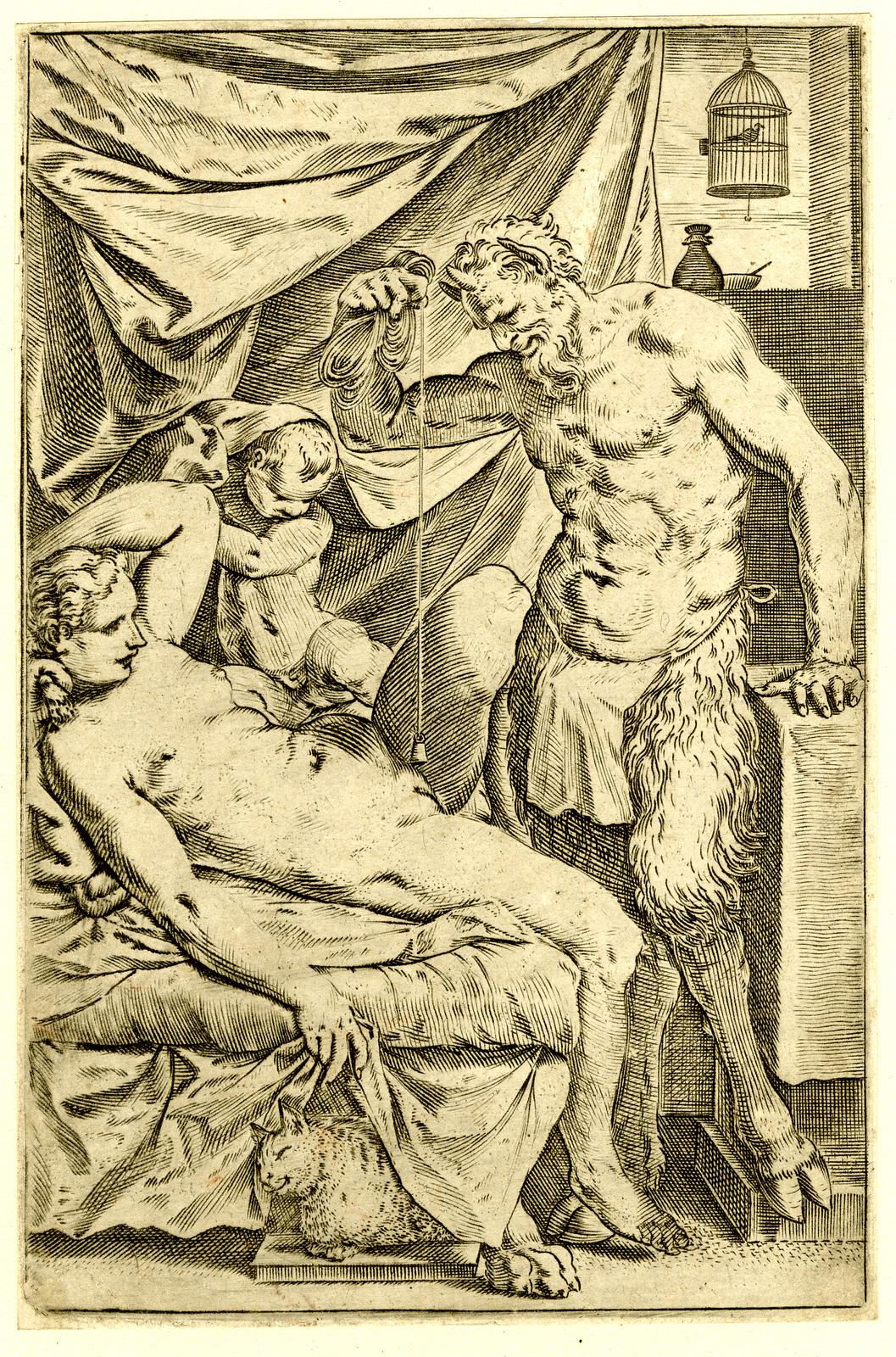
Satyre-maçon et nymphe
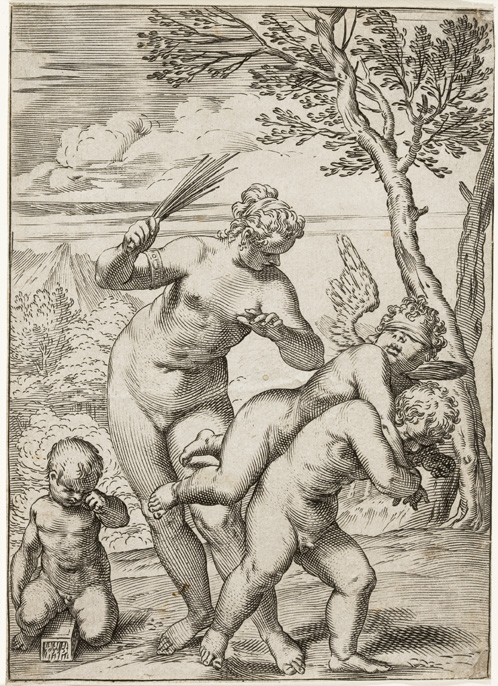
Vénus punissant Éros
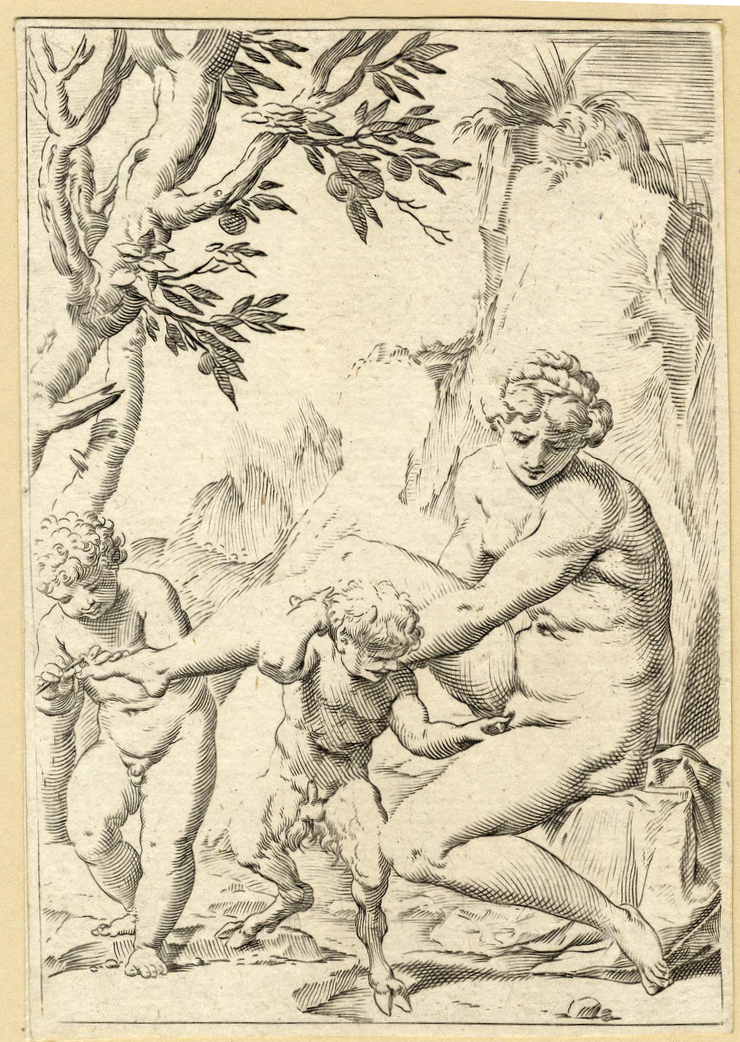
Nymphe, satyre et putto
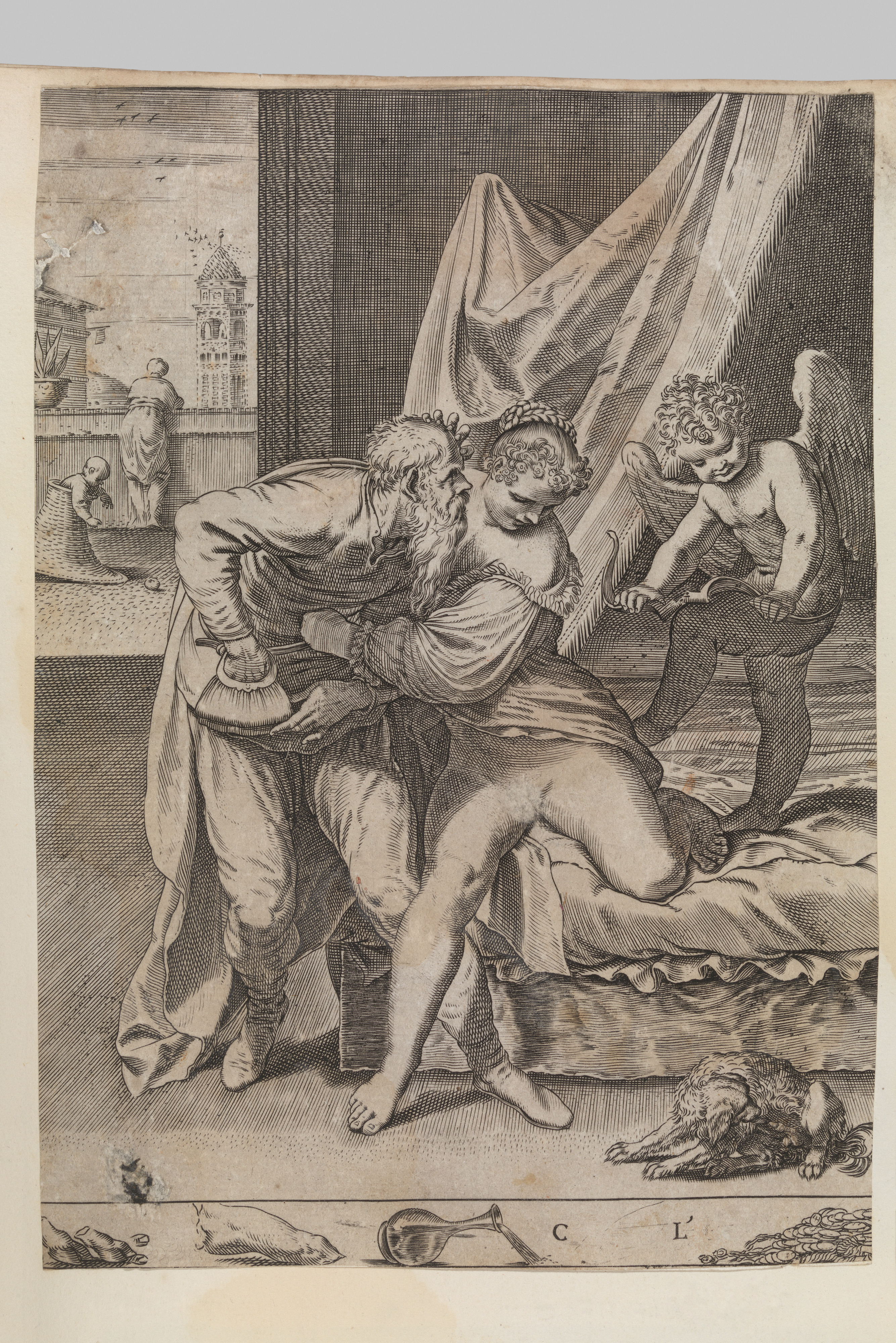
Ogni cosa vince l'oro